# Заслужений лікар України
Заслужений лікар України  — державна нагорода України, почесне звання України, яку призначає Президент України відповідно до Закону України «Про державні нагороди України». Згідно з Положенням про почесні звання України від 29 червня 2001 року, це звання присвоюється:
|  | лікарям установ і закладів охорони здоров'я, соціального забезпечення за значні успіхи у медичній практиці, підготовку висококваліфікованих лікарських кадрів |

Особи, яких представляють до присвоєння почесного звання «Заслужений лікар України», повинні мати вищу освіту на рівні спеціаліста або магістра.

## Історія
Звання було впроваджено за радянської влади згідно з Указом Президії Верховної Ради УРСР «Про почесні звання» від 26 вересні 1944 року і мало назву «Заслужений лікар Української РСР».
Звання Заслуженого лікаря Української РСР присвоювалось лікарям лікарських дільниць, амбулаторій, родильних будинків, лікарень, поліклінік, лікувально-профілактичних, санітарних установ і органів охорони здоров'я, які пропрацювали в цих установах не менше 10 років і особливо відзначились у своїй практичній діяльності в галузі охорони здоров'я
З оновленою назвою «Заслужений лікар України» звання присвоюється з моменту проголошення незалежності України 1991. Перший носій звання — лікар-ендокринолог Борис Епштейн (1923—2020).

## Виноски
1. ↑  Відомості
Верховної Ради УРСР. — К., 1945. — № 7—8. — С. 14.
2. ↑  В. М. Воронін. Становлення і розвиток інституту присвоєння почесних звань в нагородній системі Радянської України (PDF). Архів оригіналу (PDF) за 15 лютого 2019. Процитовано 26 лютого 2019.
3. ↑  ПОЛКОВНИК МЕДИЧНОЇ СЛУЖБИ Б.В. ЕПШТЕЙН (1923-2020)